# Антоніо Пріулі
Антоніо Пріулі (італ. Antonio Priuli) — 94-й венеційський дож у 1618—1623 роках.

## Біографія
Належав до роду з «нових патриціїв». Другий син Джироламо Пріулі з гілки Скарпоні ді Сан-Феліче та Єлізабетти Каппелло з гілки Сан-Поло. Займався торгівельними операціями. У 1570—1571 роках під час Кіпрської війни керував загонами озброєним за власний кошт, а потім керував 2 галерами. У 1573 році він став проведитором Песк'єри. Потім стає членом Сенату, проведитором аля помпе, на якій мав знайти правила для обмеження надмірних витрат на представництво та витрат на шлюбну політику, яка загрожувала банкрутством багатьма родинам. Згодом обіймав посади проведиторів, де брав активну участь у різних керівних питаннях стосовно банків, боротьби з хворобами (насамперед чумою), державних доходів, постачання зерна та законодавства.
1580 року одружився з Геленою Барбаріго, донькою капітана моря (адмірала) Агостіно Барбаріго. У подружжя народилося 14 дітей, що призвело до того, що Пріулі мав великі борги у 80 тис. дукатів.
1597 року стає савіо-гранде, одним з провідних радників та адвокатів комуни. 1599 року призначено капітаном Падуї. У 1600—1605 роках входив до Ради старійшин, а потім з 1606 до 1618 року ще 10 разів обирався до цієї установи. 
1601 року разом з Джованні Дельфіно стає послом до французького короля Генріха IV з приводу його одруження на Марії Медічі. У Парижі Антоніо Пріулі було висвячено на лицаря.
1602 року обирається реформатором Падуаської студії (опікувався державної та приватною освітою Падуї, насамперед Падуанським університетом). Надалі обирався на цю посаду у 1608, 1612, 1615 та 1617 роках. На цій посаді підтримував діяльність Галілео Галілея. У 1606, 1612 і 1615 роках був кандидатом на посаду дожа, але програв. 1614 року призначено проведитором Азоли з повноваженнями комісара з реорганізації місцевих установ. 
Під час ускокської війни у 1616—1617 роках на посаді генерального проведитора польової армії забезпечував постачання зброю для венеційської армії.
У 1618 році його було призначено проведитором Вельї. З березня 1618 року Пріулі вів перемовини з австрійськими комісарами Карлом фон Гаррахом та Йоганом Якобом фон Едлінгом щодо питання сеньських ускоків, яких Австрія мала примусово переселити за Мадридською угоду. Після раптової смерті дожа Ніколо Донато лише через 35 днів після його обрання, Пріулі був відкликаний з Вельї, щоб стати дожем 17 травня.
На момент його обрання широко вважалося, що іспанці на чолі з послом Алонсо де ла Кеувою висадили найманців на венеціанській території, його шпигуни та посіпаки успішно проник до венеційської армії, а іспанський флот готовий захопити Венецію. Обрання Пріулі започаткувало жорстокий процес вишукування осіб, підозрюваних у змові проти Венеції. Сотні людей були заарештовані, з причиною чи без причини, при цьому особлива увага була зосереджена на іноземних солдатах і моряках. Полювання призвело до арешту багатьох справжніх змовників, а також багатьох невинних жертв, таких як Антоніо Фоскаріні, якого стратили 21 квітня 1622 року після відвідування заходу в англійському посольстві.
Істерія закінчилася в 1622 році, а 16 січня 1623 року венеційський уряд вибачився перед Алетеєю Талбот за страту Фоскаріні, тим самим ознаменувавши припинення полювання. Венеція та Іспанія продовжували ворогувати протягом усього століття.
У лютому 1623 року Венеція втрутилася у Тридцятирічну війну у Вальтелліні на боці Франції та Савойського герцогства, уклавши Паризький договір. На той час Антоніо Пріулі вже був надто хворий, щоб брати участь, і помер невдовзі після цього.
Дож придбав у кардинала П'єтро Альдобрандіні за 24 тис. дукатів палац герцогів Феррарський у Каннареджо. У 1621 році Пріулі здав будівлю в оренду османським купцям, які використовували її як склад та житлову будівлю. Антоніо Пріулі також володів лісоторговою компанією з капіталом у 4 тис. дукатів та маєтком у Полезіне.
1622 року дожа мав відповідати перед Радою десяти за справу, пов'язану з обранням його сина кардиналом. Венеційський посол у Римі Реньє Дзен звинуватив Маттео Пріулі, сина дожа, в причетності до змови з папою римським Григорієм XV проти Республіки.
У нього було шестеро синів, з яких відомо про Джироламо, Маркантоніо, Маттео, кардинал і єпископ Брешії, Мікеле, Агостіно, єпископ Бергамо, Мікеле молодший, що одружився з Франческою Дельфіно за якою отримав посаг у 300 тис. дукатів; та вісім доньок, з яких Адріана вийшла заміж за Франческо Корнаро, інші доньки стали черницями.
Антоніо Пріулі помер 12 серпня 1623 року після повернення з подорожі на Бренту. Його поховали в церкві Сан-Лоренцо.